# Sankt Olofs kapell, Kumla
Sankt Olofs kapell är ett kapell som tillhör Hardemo församling i Strängnäs stift. Kapellet ligger utmed landsvägen mellan Hallsberg och Östansjö.

## Kapellet
Träkapellet uppfördes 1935 efter ritningar av arkitekt Martin Westerberg. 1969-1970 genomfördes en restaurering under ledning av arkitekt Jerk Alton då bland annat nuvarande sakristia tillkom.
Kapellet består av långhus med raket avslutat kor i öster. Norr om koret finns en vidbyggd sakristia. Vid långhusets västra kortsida finns ett vidbyggt vapenhus. Ytterväggarna är klädda med stående panel. Vapenhusets ytterdörr är dekorerad med smidda beslag som skildrar händelser ur Sankt Olofslegenden.
Kyrkorummet har panelklädda väggar och ett tunnvälvt tak med längsgående panel.
Vid landsvägens kant finns en fristående klockstapel som är byggd 1966.

## Orgel
- Tidigare användes ett harmonium. Den nuvarande orgeln är mekanisk och byggd 1971 av Anders Perssons Orgelbyggeri.

| Manual            | Pedal      | Koppel   |  |
| Gedackt 8’        | Subbas 16’ | Man/Ped. |  |
| Rörflöjt 4’       |            |          |  |
| Principal 2’      |            |          |  |
| Oktava 1'         |            |          |  |
| Crescendosvällare |            |          |  |

## Bilder

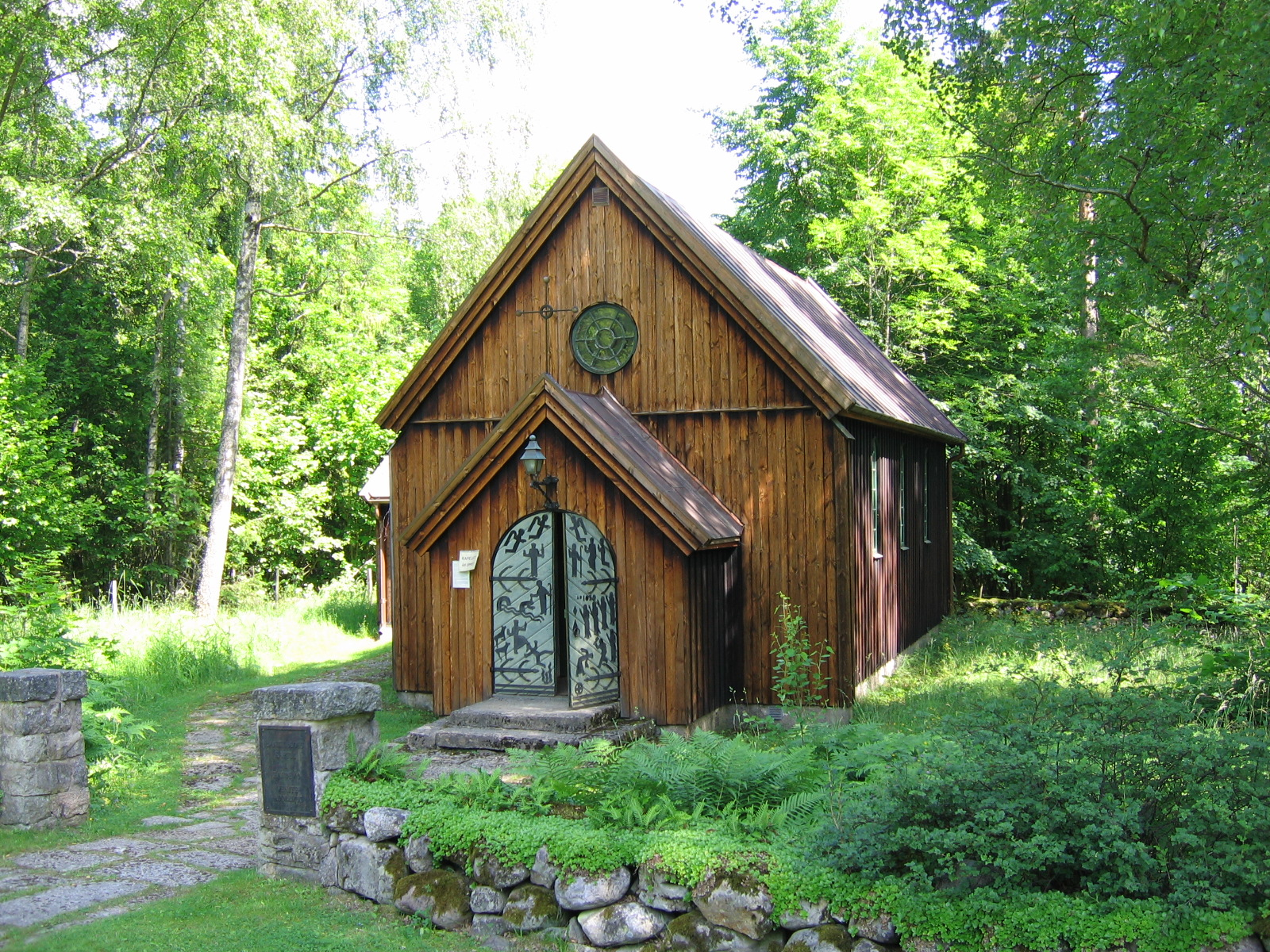
Kapellet.
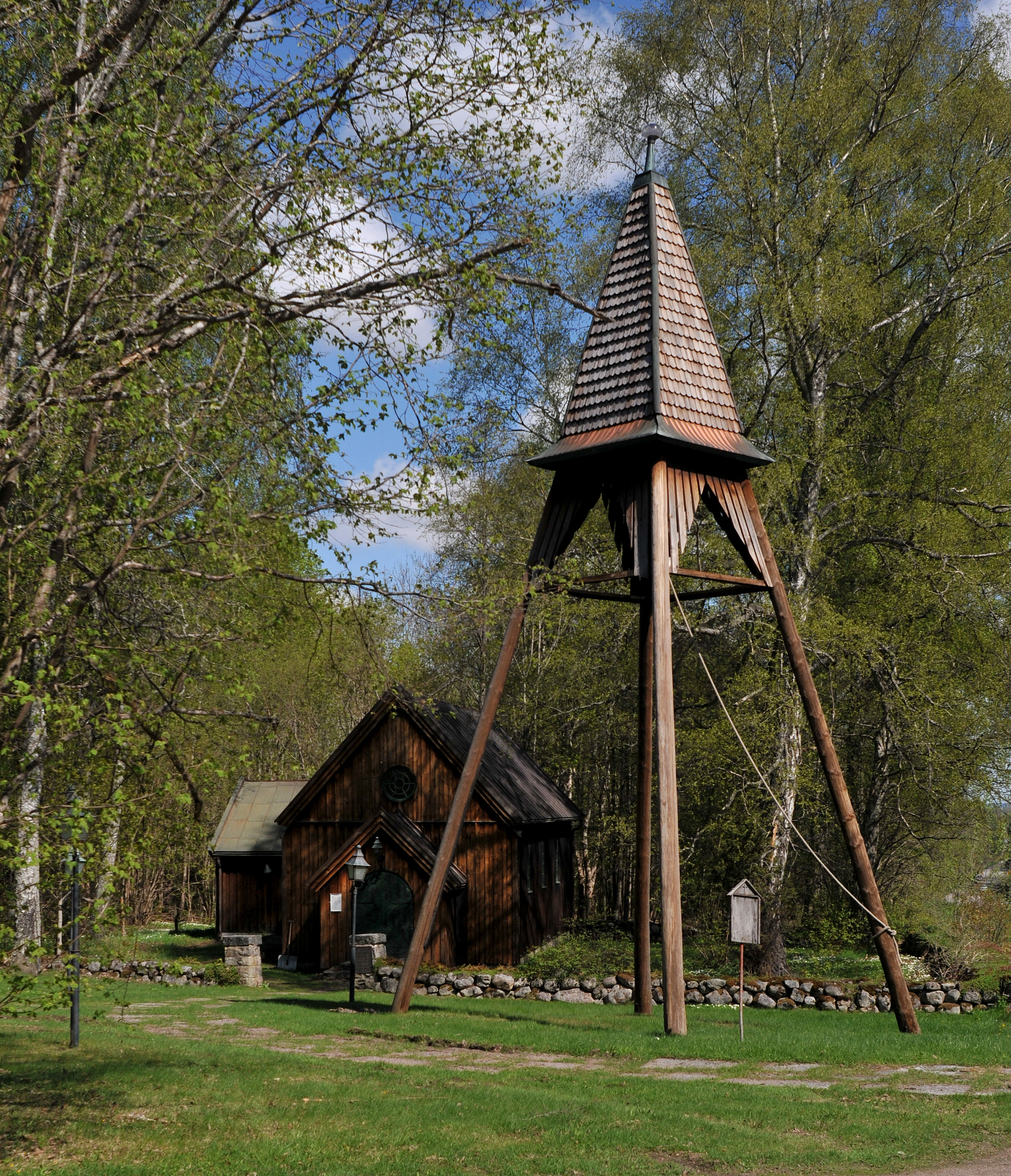
Klockstapeln.
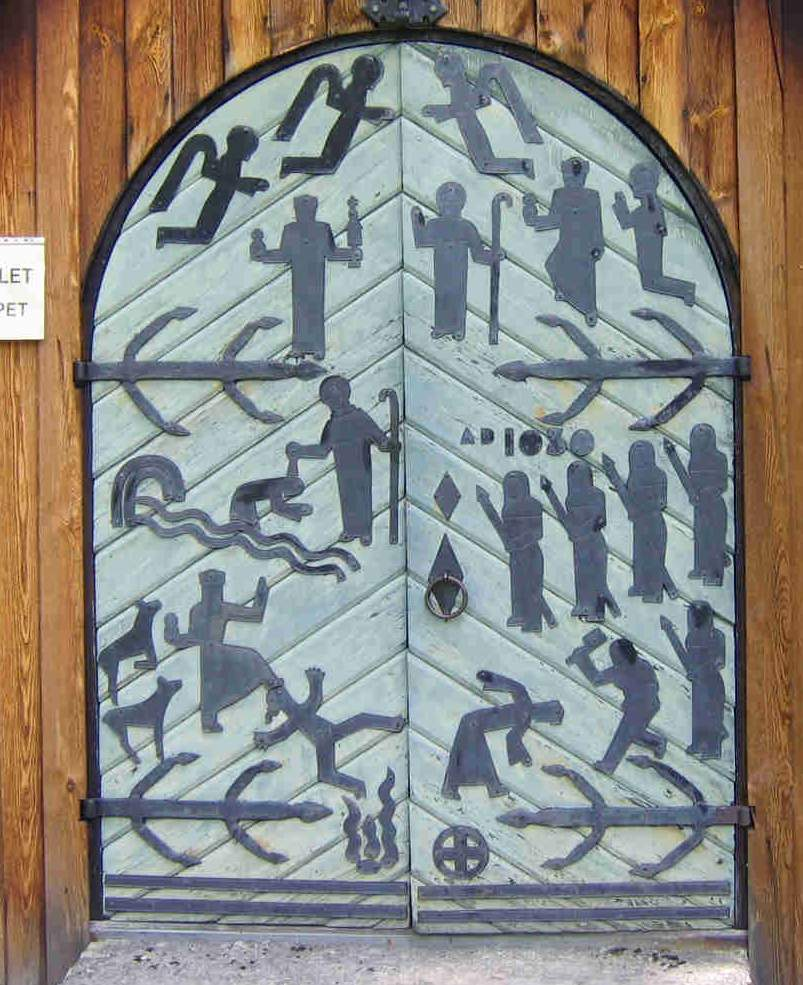
Ytterdörren.

### Webbkällor
- Svenska kyrkan i Kumla
- anläggningspresentation
- byggnadspresentation
- Wikimedia Commons har media som rör Sankt Olofs kapell.